# خورشیدگرفتگی ۲۰ ژوئیه ۱۹۲۵
خورشیدگرفتگی ۲۰ ژوئیه ۱۹۲۵ (به انگلیسی: Solar eclipse of July 20, 1925) یک خورشیدگرفتگی از نوع خورشیدگرفتگی حلقه‌ای است. این خورشیدگرفتگی در تاریخ ۲۰ ژوئیه ۱۹۲۵ میلادی (‎۲۹ تیر ۱۳۰۴ خورشیدی) روی داد که زمان اوج آن، ساعت ۲۱:۴۸:۴۲ به‌وقت ساعت هماهنگ جهانی بوده‌است. مدت زمان و طول این خورشیدگرفتگی ۷ دقیقه و ۱۵ ثانیه بود.